# Peter Weir

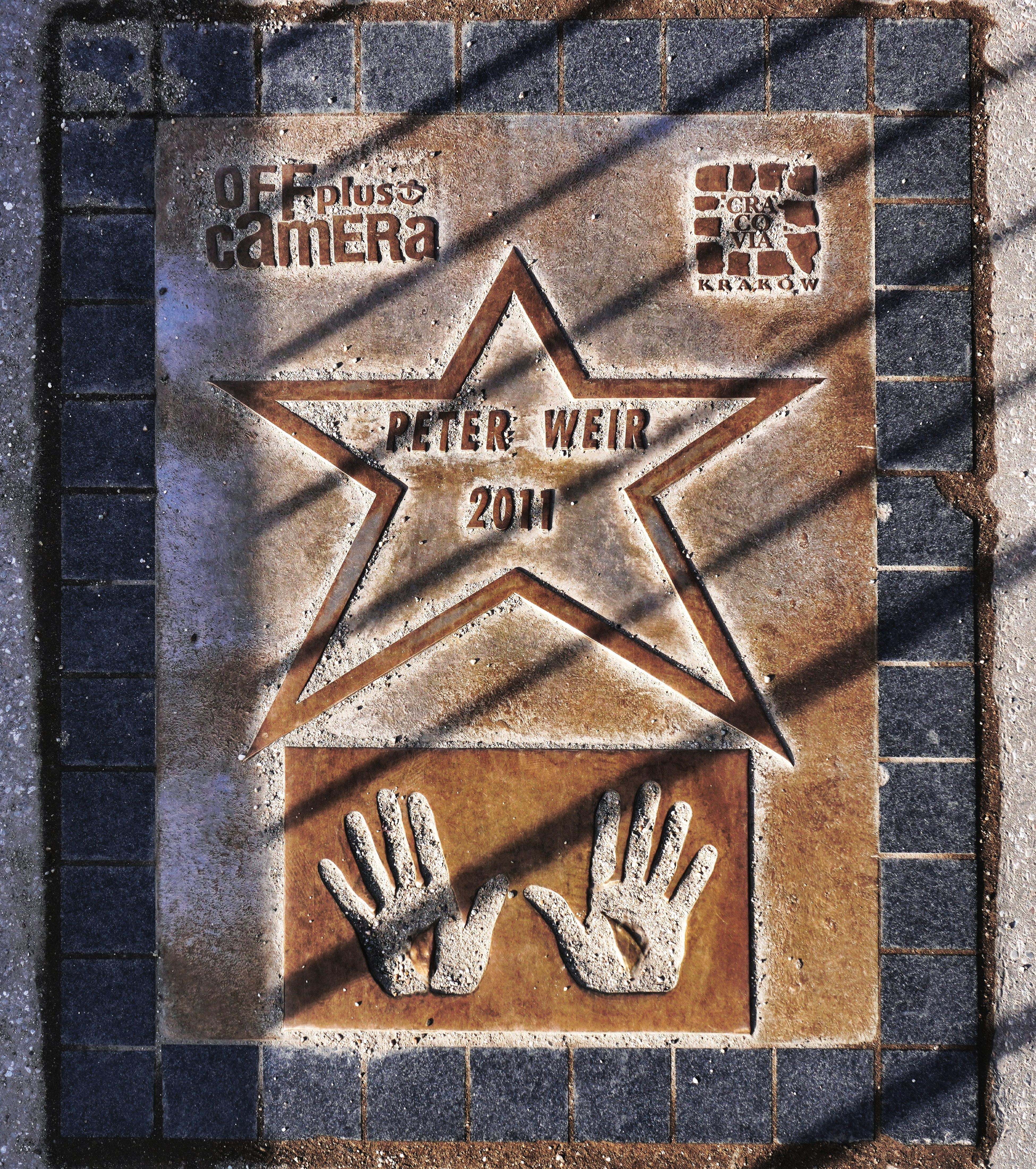
Gwiazda Petera Weira na Alei Gwiazd w Krakowie

Peter Lindsay Weir (ur. 21 sierpnia 1944 w Sydney) – australijski reżyser filmowy.

## Życiorys
Studiował sztukę i prawo na Uniwersytecie w Sydney.
Osiągnął znaczący sukces dzięki filmom Piknik pod Wiszącą Skałą (1975) oraz Gallipoli (1981), które uznaje się za klasyczne pozycje kinematografii australijskiej. Ostatnia fala (1977) pokazywała zaś stosunki między kulturą Aborygenów i Europejczyków.
Jego dwa pierwsze amerykańskie filmy Świadek (1985) i Wybrzeże moskitów (1986) dały Harrisonowi Fordowi szanse stworzenia nowego rodzaju bohatera. Stowarzyszenie Umarłych Poetów (1989) odniosło sukces artystyczny i komercyjny, a Zielona karta (1990) pozostaje ulubionym filmem wielu fanów komedii.
Reżyser przewodniczył jury konkursu głównego na 50. MFF w Wenecji (1993).
W kwietniu 2011, za wybitne zasługi w popularyzowaniu historii narodu polskiego, za promowanie wizerunku Polski w świecie oraz za osiągnięcia w twórczości artystycznej i rozwijanie współpracy kulturalnej, odznaczony został Krzyżem Komandorskim Orderu Zasługi Rzeczypospolitej Polskiej.

## Filmografia
- Homesdale (1971)
- Samochody, które zjadły Paryż (The Cars That Ate Paris) (1974)
- Piknik pod Wiszącą Skałą (Picnic at Hanging Rock) (1975)
- Ostatnia fala (The Last Wave) (1977)
- Hydraulik (The Plumber) (1979)
- Gallipoli (Gallipoli) (1981)
- Rok niebezpiecznego życia (The Year of Living Dangerously) (1982)
- Świadek (Witness) (1985)
- Wybrzeże moskitów (The Mosquito Coast) (1986)
- Stowarzyszenie Umarłych Poetów (Dead Poets Society) (1989)
- Zielona karta (Green Card) (1990)
- Bez lęku (Fearless) (1993)
- Truman Show (The Truman Show) (1998)
- Pan i władca: Na krańcu świata (Master and Commander: The Far Side of the World) (2003)
- Niepokonani (The Way Back) (2010)

## Nagrody
- Nagroda BAFTA
  - 1990: Stowarzyszenie Umarłych Poetów Najlepszy film
  - 1999: Truman Show Nagroda im. Davida Leana za najlepszą reżyserię
  - 2004: Pan i władca: Na krańcu świata Nagroda im. Davida Leana za najlepszą reżyserię
- Cezar 1991: Stowarzyszenie Umarłych Poetów Najlepszy film zagraniczny